# Martha Larsen Jahn
Martha Larsen Jahn, född 1875, död 2 augusti 1954, var en norsk feminist och pacifist. 
Hon var Norges delegat till Nationernas förbund 1925-1927.  